# Cochlicopa
Cochlicopa é um género de gastrópode da família Cochlicopidae.
Este género contém as seguintes espécies:
- Cochlicopa lubrica (O. F. Müller, 1774)
- Cochlicopa lubricella (Rossmässler, 1835)
- Cochlicopa morseana Doherty 1878
- Cochlicopa nitens Gallenstein, 1848